# フェーズドアレイ超音波探傷法

超音波スキャナの原理を示すアニメーション。

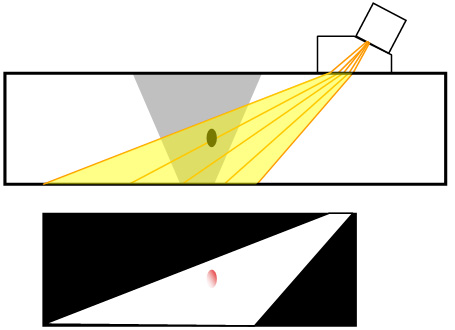
フェイズドアレイによる溶接検査。上図: フェーズドアレイ プローブが一連のビームを放出して、溶接部に音波を送り込む。下図: 溶接部の欠陥は、機器の画面に赤色で表示される。

フェーズドアレイ超音波探傷法（フェーズドアレイちょうおんぱたんしょうほう、略称PA） は、超音波探傷の高度な方法であり、医療用画像処理や工業用非破壊検査に応用されている。
一般的な用途は、非侵襲的に心臓を検査したり、溶接構造物などの材料欠陥を見つけること。
モノリシックプローブとして技術的に知られている単一素子 (非フェーズドアレイ)プローブは、固定方向にビームを放出する。
大量の材料をテストまたは調査するには、従来のプローブの場合、物理的にスキャン (移動または回転) させ、対象領域をビームで掃引する必要がある。
対照的に、フェーズドアレイプローブからのビームは、プローブを動かさずに電子的に集束および掃引することができる。
フェーズド アレイ プローブは複数の小さな素子で構成されており、各素子はコンピューターで計算されたタイミングで個別にパルス化できるため、ビームを制御できる。フェイズという用語はタイミングを表し、アレイという用語は複数の要素を指す。フェーズドアレイ超音波探傷法は波動物理学の原理に基づいており、光学や電磁アンテナなどの分野にも応用されている。

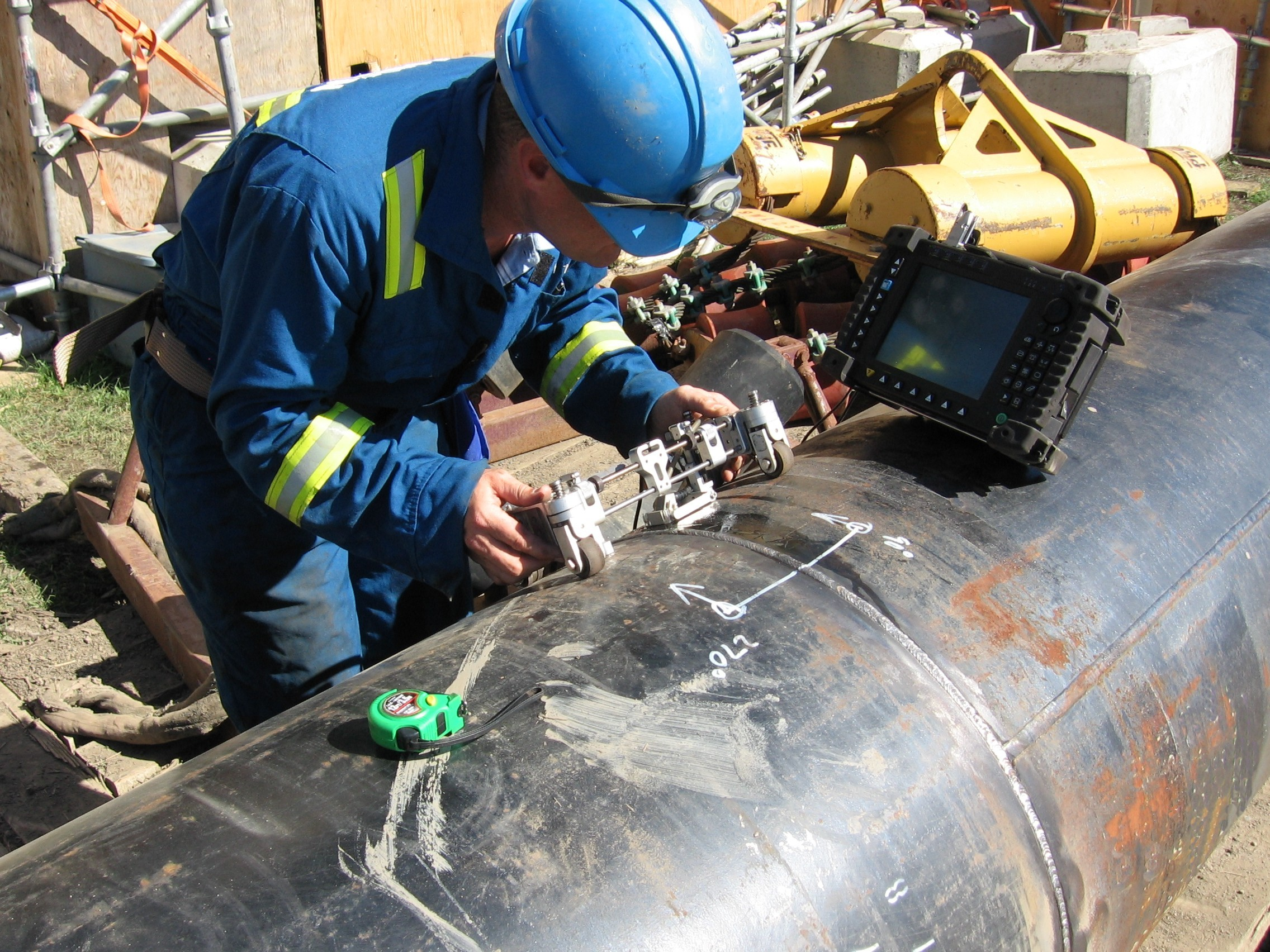
建設現場では、技術者が超音波フェーズド アレイ装置を使用してパイプラインの溶接部の欠陥をテストしている。磁気ホイールを備えたフレームで構成されるスキャナーは、スプリングによってプローブをパイプに接触させる。濡れた範囲は、音波をパイプの壁に通過させる超音波接触媒質である。